# Híres békéscsabaiak listája
Békéscsabán született, vagy a városhoz más miatt kötődő hírességek.

## Békéscsabán születtek
- 1944. április 17-én Varga Koritár Pál közgazdász, diplomata. 1997 és 2016 között Magyarország nagykövete Spanyolországban, Argentínában, Mexikóban, valamint utazó nagykövete Ecuadorban, Kolumbiában, Peruban és Venezuelában.
- 1827. január 5-én Haan Antal festőművész, († 1888. május 9. Capri szigete)
- 1838. május 1-jén Zsilinszky Mihály tanár, történész, az MTA tagja, vallás- és közoktatásügyi államtitkár, a város díszpolgára († 1925. október 6. Budapest
- 1853. Veres Gusztáv festő, († 1917)
- 1854. október 9-én Tevan Adolf kereskedő, majd nyomdalapító, nyomdatulajdonos († 1921. június 29.)
- 1871. Áchim L. András († 1911), a Magyarországi Parasztpárt megalakítója
- 1880. február 2. Perlrott-Csaba Vilmos festőművész († Budapest, 1955. január 23.), a Fauves (Vadak) generáció tagja
- 1881. március 12. Mohácsy Mátyás gyümölcskertész, egyetemi tanár († Budapest, 1970. április 6.)
- 1883. november 21-én Kvasz András pilóta, magyar aviatika úttörője († 1974)
- 1889. augusztus 15-én Tevan Andor könyvkiadó, tipográfus († Budapest, 1955. október 5.)
- 1892-ben Mokos József festőművész, rajzpedagógus, († 1972). Egy művésznemzedék indult szabadiskolájából.
- 1892-ben Ján Valašťan Dolinský szlovák zeneszerző
- 1899. március 24-én Jankay Tibor festőművész, († Los Angeles, 1994. március 20.)
- 1899. október 6. – Bázel, 1985. december 16.) Engel Iván magyar zongoraművész, egyetemi tanár.
- 1901. január 18-án Tevan Margit Munkácsy-díjas ötvösművész
- 1905. május 14-én Vasas Mihály festőművész, író, a Békéscsabáról szóló első regény (Ki tud róla? 1938) szerzője. A művet Szerb Antal méltatta a Nyugatban. († Nemi (Olaszország), 1991. január 16.)
- 1907. december 31-én Csabay László, magyar operaéneke, tenor, a new york-i Metropolitan Opera egykori tagja
- 1909. március 28-án Jakuba János festőművész, Munkácsy-díjas (1959), († Budapest, 1974. március 14.)
- 1912. november 30-án Boros János fizikus (a békéscsabai Rudolf Gimnáziumban érettségizett, színjeles eredménnyel) († 1991)
- 1921. április 18-án Rábai Miklós koreográfus Kossuth-díjas érdemes művész († Budapest 1974. augusztus 18.)
- 1921. december 22-én Cs. Pataj Mihály festőművész, főiskolai tanár, tanszékvezető
- 1922. július 7-én Dér Endre evangélikus lelkész, író, szerkesztő, könyvtáros József Attila-díjas († 2004. május )
- 1925. október 25-én Liska Tibor, Széchenyi-díjas közgazdász († Budapest, 1994. július 15.)
- 1928. november 21-én Stefanik Irén Jászai Mari-díjas (1965) színésznő. † 1976. szeptember 15.Győr)
- 1929-ben Boros Ottó kétszeres olimpiai bajnok vízilabdázó
- 1931. március 25-én Sík Ferenc Jászai Mari-díjas (1970), érdemes művész (1975), kiváló művész (1985), Kossuth-díjas (1994), a Nemzeti Színház örökös tagja. (nevéhez fűződik a Gyulai Várszínház létrehozása, művészeti vezetőként irányította 1973–1994 között).(† Budapest, 1995. január 16.)
- 1934-ben Dévényi János ötvösművész
- 1935. április 4-én Ezüst György festőművész. 2003-ban kitüntették a Magyar Köztársaság Lovagkeresztjével.
- 1935. szeptember 11-én Palotai Károly labdarúgó, játékvezető, sportvezető, olimpiai bajnok (1964), FIFA-bíró (1972–1984), néhány elismerése: Aranysíp (1982), Magyar Népköztársaság Sport Érdemérem arany fokozata (1986), 100 éves MLSZ jubileumi emlékérme (2001)
- 1936. április 11-én Pátkai Ervin szobrászművész, († Párizs, 1985. június 18.)
- 1936-ban Klimó Károly képzőművész, a Képzőművészeti Egyetem tanára, Munkácsy-díjas (1972), Herder-díjas (2005)
- 1937-ben Medovarszki János atléta, magasugró, edző, pedagógus, hatszoros magyar bajnok magasugrásban (1958-1966 között), 1965-ben (Budapest) az Universiadén 3. helyezett volt.
- 1938. február 9-én Lőrinczy Éva színésznő
- 1938. augusztus 30-án Romvári Gizi színésznő († Békéscsaba, 2010. október 21.)
- 1939. január 3-án Sas József színész, humorista, Jászai Mari-díjas és érdemes művész († Budapest, 2021. január 17.)
- 1939-ben Lukoviczky Endre, festő grafikus
- 1939-ben Orvos András festő
- 1942 Zsilák Ilona, sokszoros magyar bajnok atléta, közép- és hosszútávfutásban (1963 és 1976 között)
- 1944-ben Sarusi Mihály író, újságíró, József Attila-díjas (1999), Táncsics Mihály-díjas (2005), aki Békés megyét és Békéscsabát írásaival újra és újra feltette Magyarország térképére
- 1944-ben Vidovszky László zeneszerző, zongoraművész, aki 1983-ban Erkel Ferenc-díjat, 1992-ben Bartók-Pásztory díjat, 1996-ban érdemes művész kitüntetést kapott
- 1945. március 26. Mengyán András Munkácsy-díjas (2007) festőművész, grafikus, designer, a bergeni Iparművészeti Főiskola professzora (1990–)
- 1947. szeptember 23-án Várkonyi János festőművész  Archiválva 2008. március 28-i dátummal a Wayback Machine-ben
- 1948-ban Salamon György festőművész
- 1949. március 14-én Csák János sakkszerző nagymester, nemzetközi sakkszerző mester, hét magyar bajnoki cím birtokosa
- 1951-ben Hegyi Gyula mérnök, író, költő, országgyűlési képviselő, politikus (MSZP)
- 1952-ben Lovas Pál orvos, táncművész, balettpedagógus, 1971 óta a Pécsi Balett tagja, 1980-tól magántáncos, Liszt Ferenc-díjas, érdemes művész (1999)
- 19**-ben Hursán Zsófia magyar tekesport világbajnoka (1974)
- 1953. május 9-én Rózsa Péter Déri János-díjas magyar újságíró, egyetemi tanár
- 1953-ban Patai Mihály, az UniCreditBank és a Budapesti Értéktőzsde vezérigazgatója, a Világbank korábbi ügyvezető-helyettese
- 1954-ben Szilágyi András költő, filozófus, művészeti író
- 1958-ban Oravecz István fotografikus
- 1959. szeptember 25. - Melis Béla olimpiai válogatott labdarúgó, az 1987-88-as idény gólkirálya († 2024)
- 1964. október 3-án Dr. Kalmár Zsuzsa egyetemi docens TF Torna Tanszék (2006–) edző, tornász, (1978 Strassbourg vb 4. csapattag, 1979 Koppenhága Eb 4. gerenda, Tokió Világ Kupa 3. korlát, 5. gerenda, 7. összetett, 1980 Moszkva, VB, 8. helyezett, csapattag.)
- 1967. július 16-án Horváth Margit színésznő
- 1970. Február 4-én Kanalas Éva Énekművész, hangkutató, népdalénekes, filmrendező,
- 1971. április 25. - Bohus Beáta válogatott kézilabdás
- 1972. június 30-án Havasi Attila műfordító, szerkesztő, költő
- 1974. május 22-én Ónodi Henrietta tornász, olimpiai bajnok (1992 Barcelona, ugrás), világbajnok (1992 Párizs, ugrás), Európa-bajnok (1989 Brüsszel, felemás korlát) Világkupa győztes (1990 Brüsszel, ugrás) és olimpiai valamint világbajnoki ezüstérmes, Békéscsaba díszpolgára  Archiválva 2008. június 15-i dátummal a Wayback Machine-ben
- 1974-ben Szabados Béla úszó, rövid pályás világbajnok (kétszáz gyorson, Athén, 2000)
- 1975. január 25-én Hertelendi Klára, a Baby Sisters lánybanda alapítója
- 1976-ban Tóth Hajnalka vívó, többszörös világ- és Európa-bajnok
- 1976-ban Bikádi Zsolt (doktorátus ELTE, 2003), vegyész, kutató (MTA Központi Kémiai Kutató Intézet), Bolyai ösztöndíjas (2004–)
- 1983. augusztus 25-én Tóth Péter zongoraművész
- 1990. február 19-én Hideg Judit Ramóna "Rami" művésznéven futott be 2010-ben azóta is sikeres szóló énekes

## Itt éltek, itt élnek
- A békéscsabai polgári leányiskola tanáraként működött 1877 és 1879 között Réthy László, dr. (Szarvas, 1851. november 21. – Arad, 1914. november 20.), etnográfus, költő , numizmatikus, az MTA tagja.
- Itt végezte középiskoláját (valamint Szarvason) Gyóni Géza (Áchim Géza) költő, akinek többrétű családi kapcsolatai is voltak a városban.
- Itt lakott és itt halt meg 1891. augusztus 12-én Haan Lajos evangélikus lelkész, történetíró, az MTA tagja.
- Itt élt gyerekkorában, mint asztalosinas Munkácsy Mihály festőművész.
- Itt lakott és itt végezte szőlőnemesítő tevékenységét Stark Adolf (sz. Bártfa, 1834. december 28. – † Békéscsaba, 1910. augusztus 26). Ő nemesítette a szőlő ’Csaba gyöngye’ fajtáját.
- Itt lakott, fényképezett, festett és tanított Zvarínyi Lajos, (Zerinváry Lajos)  (sz. 1864. Csomád, † 1951. Békéscsaba), a Rudolf gimnázium első rajztanára. Tanítványai közül Vidovszky Béla, és mások országos elismertséget szereztek. Rajzpedagógiai munkásságát utóda, korábbi tanítványa Mazán László hasonlóképpen folytatta.
- Itt érettségizett a Rudolf -főgimnáziumban Gulyás Sándor (1889–1974) festőművész
- Itt élt Csabai-Wágner József (Wágner József) (sz. 1888. Mezőberény, †1964. Mezőtúr), építész, festőművész, tanár, a Munkácsi Múzeum építője
- Itt élt Sass Árpád (Budapest, 1896. szeptember 1. – †Békéscsaba, 1957. június 27.) festő, 1938-tól haláláig.
- Itt élt Pribojszky Zsófia festőművész 1946
- Itt élt Féja Géza író, újságíró, szerkesztő, József Attila-díjas (1966) (Szentjánospuszta, 1900. december 19. – Budapest, 1978. augusztus 14.): 1945–1956-ig könyvtárosként dolgozott Békéscsabán. Bresztováczy és az ördög (1957, Regény) békéscsabai vonatkozásaira csabai olvasói ráismerhetnek.
- Itt bontakozott ki a tehetsége a Rudolf Főgimnáziumban – tanára Zvarínyi Lajos keze alatt – Vidovszky Béla festőművésznek. sz. Gyoma, 1883. július 2. – † Budapest, 1973. február 6.
- A TEVAN – könyvkiadó könyveinek illusztrátora volt Kolozsváry Sándor festőművész, grafikus (sz. Bánffyhunyad, 1896. – † Hidegség, 1944.) Metszeteivel többek között – Fazekas Mihály Lúdas Matyi, Csokonai Vitéz Mihály Gilla, c.művét, valamint Kisfaludy Sándor és Kisfaludy Károly műveit díszítette.
- Itt élt Cseres Tibor, (sz. Gyergyóremete, 1915. április 1. – † Budapest, 1993. május 24.) író, szerkesztő, 1987 és 1989 között a Magyar Írók Szövetsége elnöke. József Attila-díjas (1951, 1955, 1965), Kossuth-díjas (1975).
- A békéscsabai Rudolf Gimnáziumból indította el tanára, Mazán László a tehetséges diákot, Schéner Mihályt, a Munkácsy Mihály-díjas (1978) és Kossuth-díjas (1995), Prima Primissima díjas (2005) festőművészt, a Magyar Művészeti Akadémia és a Széchenyi Irodalmi és Művészeti Akadémia tagját. (sz. Medgyesegyháza, 1923).
- Itt élt Udvaros Béla rendező (Budapest 1925. január 10. –) 1974-től 1985-ig a Békés Megyei Jókai Színházban rendezett.
- Itt élt Szoboszlai Sándor színész (Dömös, 1925. március 22. –) 1956-tól 1972-ig a Békés Megyei Jókai Színház művésze. (Jászai Mari-díjas (1969), érdemes (1981) és kiváló művész (1987))
- Itt él 1988 óta Banner Zoltán (Szatmárnémeti, 1932. július 12.) művészettörténész, műkritikus, szerkesztő, előadóművész, költő, kultúraközvetítő és kultúrateremtő, a Magyar Köztársasági Arany Érdemkeresztjének kitüntetettje (2004), és Szervátiusz Jenő-díjas (2005), korábban az erdélyi, ma a békéscsabai művészet kutatója és terjesztője.
- Itt él Krupa András néprajzkutató, a szlovákság népi kultúrájának, szokásainak és hiedelemvilágának kutatója. (sz. Csanádalberti, 1934)
- Itt él 1954 óta Gécs Béla Budapest, (1937–), tipográfus, lokálpatrióta, a város dokumentumainak elhivatott publikálója.
- Itt élt Lenkefi Konrád aki 1961-től haláláig volt a Napsugár Bábegyüttes vezetője, rendezője, tervezője és a magyarországi bábjátszás kiemelkedő személyisége.
- Gimnáziumi tanulmányait itt végezte Fajó János festőművész, Munkácsy-díjas (1985) (sz. 1937. Orosháza – 2018)
- Itt élt Dénes Piroska színművész, komika, Aase-díjas (1991), Jászai Mari-díjas(?) [halott link]
- Itt él E. Szabó Zoltán (1939) pedagógus, főiskolai tanár, festőművész
- Itt tanult négy évig és szerzett 1964-ben mélyépítő technikusi végzettséget Körmendi Lajos József Attila-díjas író, Petőfi Sándor Sajtószabadság-díjas újságíró(Karcag, 1946 - Karcag, 2005).
- Itt a Vásárhelyi Pál Híd- és Vízműépítő Technikumban tanult és képesítő vizsgázott Iványi Miklós (Endrőd, 1940. október 31. –), a műszaki tud. kandidátusa (1973), műszaki tud. doktora (1983) a BME egyetemi tanára, tanszékvezető (1986–1999), rektorhelyettes (1982–1988)
- Itt érettségizett Bohus Zoltán Munkácsy-díjas (1985.) szobrászművész, üvegtervező (sz. Endrőd 1941. december 21.)
- Itt élt Timár Béla, sz. Gyula,(1947. október 8.) – †Budapest, (1989. február 2.). színész, rendező. Békéscsabán érettségizett, majd a Jókai Színházban segédszínész.( színészi oklevele: 1971, operarendező diplomája:1981). 1971-től haláláig a Madách Színház tagja.

- Itt él Kőváry E. Péter, sz. Budapest,(1947. október 24.) újságíró, író. Nem jön többé a drótostót c. regényében (1984) a békéscsabai élet egy szeletét mutatja be az 1950-es évekből.
- Itt élt Gedó György, sz. Újpest, (1949. április 23.) olimpiai bajnok ökölvívó, edző, aki 1957-től a Békéscsabai Építők Előre versenyzője volt 1965-ig.
- Itt él Emődi Gyula (sz. 1950) sakkozó, FIDE mester, (M) (FIDE azonosító: 701181)
- Itt él Széri-Varga Géza (Budapest, 1951. november 26. –) szobrászművész.
- Itt él és tanít Udvardy Anikó (Mezőberény, 1952. június 12. –) szobrászművész.
- Itt él Martin Gábor (1953–) szabadfoglalkozású fotóművész.
- Itt végezte középiskoláit Kiss Ottó (Battonya, 1963. október 10.) József Attila-díjas (2009.) költő, író.
- Varga Adrienn tornász, Európa bajnok (1998 Szentpétervár, ugrás), világbajnoki 4. helyezett (1997 Laussane, ugrás), az olimpiai csapat tagja (1996 Atlanta).
- Itt él Erdős Viktor (sz. 1987) sakkozó, FIDE nagymester, (GM) (FIDE azonosító: 719978)
- Itt él Böczögő Dorina (sz. 1992) a pekingi olimpiára kvalifikációt szerzett tornászlány
- Itt élt és alkotott Gaburek Károly (1936-1986) festőművész
- Itt élt Kaposvári Jenő (1941-1993) Pro Urbe díjas építész, az 1985-ös Év Lakóháza pályázat egyik nyertese. Alapítója és zenekarvezetője volt továbbá a Békéscsabai Balassi Művelődési ház ikonikus zenekarának, a Sigma zenekarnak.A zenekart a Balassi épületén elhelyezett emléktábla méltatja, melyet fia, Kaposvári László és a Képviselőtestület kezdeményezésére helyeztek el az épület Irányi utcai homlokzatán.A Képviselőtestület posztumusz Békéscsaba Kultúrájáért díjban részesítette őt.